# 上田交通クハ290形電車

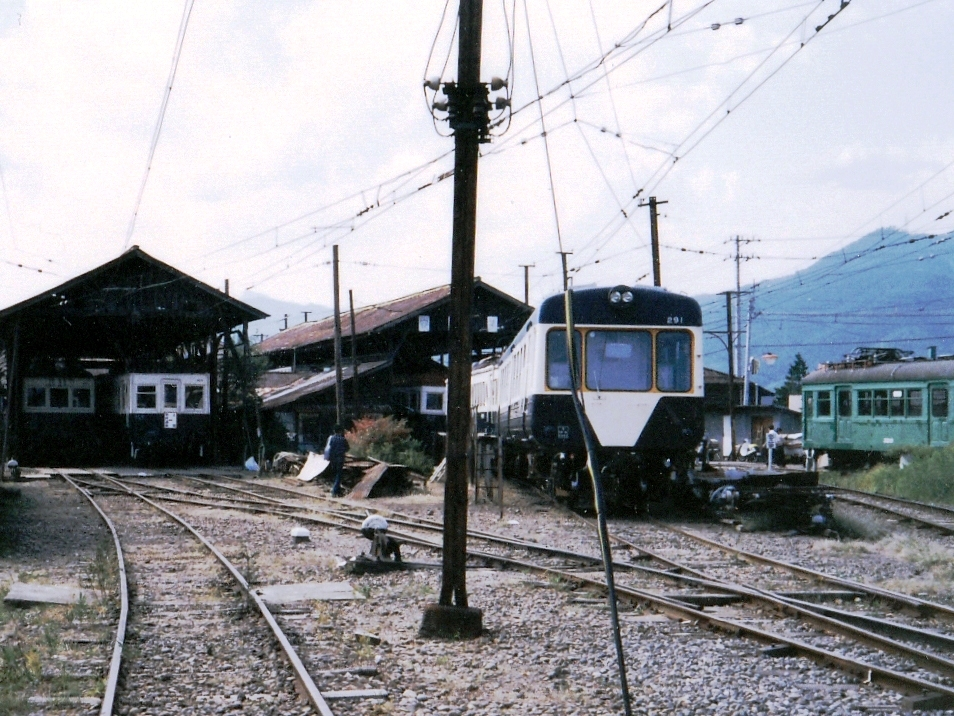
旧上田原車庫のクハ291号車（中央）。1986年9月30日撮影。

上田交通クハ290形電車（うえだこうつうクハ290がたでんしゃ）は上田交通別所線で使用されていた通勤形電車の制御車で、291・292の2両が在籍していた。

## 概要
車両の置き換えを行うため1983年に東急5000系の中間車サハ5358・5371を改造して制御車化した車両で、上田交通初の戦後製全金車。工法簡略化のため中間車の構造をそのまま利用して先頭車化改造したことから前面は切妻のままで、『平面ガエル』とファンから言われていた。
運転席は中央に設置され、乗務員扉の代わりに小窓が取付けられていた。在来車と連結するため廃車発生品のHL制御機・SCE制動（非常管併設付随車用三管式直通空気制動）機を取り付けた。前面の窓は東急5000系先頭車の運転室仕切り窓を流用したと言われている。
主にモハ5250形とペアを組んで上田寄りに連結されて使用されたが、導入から3年後の1986年10月1日に別所線の架線電圧1,500V昇圧が行われ、他の旧形車と共に廃車解体された。置き換え用の車両である5000系は、本形式と同じ東急5000系の譲受車であった。
現在は扉2枚が下之郷駅の車庫に放置されている。2006年のイベントで一枚1万円で販売されたが、買い手は付かなかった。

## 主要諸元
- 電気方式

直流750V
- 最大寸法

長さ:18,500mm
高さ:3,725mm
幅:2,740mm
- 台車

東急TS301

## その他
- 上田市の別所線存続プロジェクトチーム「アイプロジェクト」のキャラクター「へーめんくん」はこの車両がモデルになっている。

- 車両竣工図表には、種車である5000系が製造時期の違いで木造部分が一部存在したため、291は半鋼製・292は全鋼製と書かれていた。